# Tschischminski rajon
Der Tschischminski rajon ist ein Rajon in der russischen Republik Baschkortostan. Verwaltungssitz ist die namensgebende Siedlung städtischen Typs Tschischmy.

## Geographie
Der Tschischminski rajon liegt im zentralen Teil Baschkortostans. Die Landschaft ist relativ flach und hügelig. Der Rajon liegt in der Blagoweschtschensker Senke. Das Klima ist kontinental und gemäßigt feucht.

## Geschichte
Die Baschkiren siedelten ab dem Mittelalter auf dem Gebiet des Rajon. Während der Herrschaft der Goldenen Horde war das Gebiet für die Islamisierung wichtig. Nach dem Zerfall der goldenen Horde fiel das Gebiet an die Nogaier-Horde. Nach dem Anschluss Baschkortostans an das russische Reich gehörte das Gebiet zunächst zum Minsker Wolost der Nogaier Doruga. Nach der Gründung des Gouvernement Ufa wurde das Gebiet Teil des Ufaer Ujesd im Ufaer Gouvernement. In der 2. Hälfte des 19. Jahrhunderts entstanden aufgrund des Baus einer Bahnstrecke vermehrt Siedlungen. 1922 wurde die Provinz Ufa Teil der Baschkirischen Autonomen Sozialistischen Sowjetrepublik, das Gebiet des Tschischminski rajon wurde Teil des Kantons Ufa. Der Rajon wurde 1930 gegründet.

## Verwaltungsgliederung
Im Rajon gibt es eine Siedlung städtischen Typs (Tschischmy) und 15 selsowets sowie 103 Dörfer. Der größte Ort ist vor dem Dorf Schingak-Kul und der Siedlung städtischen Typs Tschischmy das Dorf Alkino-2.
| Nr. | selsowet _                | Verwaltungszentrum _ | Anzahl der Siedlungen | Bevölkerung (2017) | Fläche (km²) |
| --- | ------------------------- | -------------------- | --------------------- | ------------------ | ------------ |
|     | Siedlung städtischen Typs |                      |                       |                    |              |
| 1   | Tschischminski possowet   | Tschischmy           | 1                     | ↗ 22.408           | 33,67        |
|     | Landratsgemeinde          |                      |                       |                    |              |
| 2   | Alkinski                  | Usytamak             | 14                    | ↗ 2934             | 100,31       |
| 3   | Arowski                   | Arowo                | 7                     | ↗ 1595             | 128,61       |
| 4   | Arslanowski               | Arslanowo            | 5                     | ↗ 1549             | 141,15       |
| 5   | Dmitrijewkski             | Dmitrijewka          | 4                     | ↘ 562              | 66,60        |
| 6   | Durassowski               | Durassowo            | 8                     | ↘ 1119             | 124,74       |
| 7   | Jengalyschewski           | Jengalyschewo        | 6                     | ↘ 877              | 75,65        |
| 8   | Jeremejewski              | Jeremejewo           | 7                     | ↘ 2057             | 148,42       |
| 9   | Ibragimowski              | Ibragimowo           | 6                     | ↘ 1354             | 118,37       |
| 10  | Kara-Jakupowski           | Kara-Jakupowo        | 4                     | ↗ 1467             | 64,29        |
| 11  | Lesnoi                    | Alkino-2             | 1                     | ↘ 5383             | 12.27        |
| 12  | Nowotroizki               | Nowotroizkoje        | 10                    | ↘ 1431             | 170,33       |
| 13  | Safarowski                | Safarowo             | 5                     | ↘ 1458             | 124,62       |
| 14  | Tschischminski            | Tschischmy (Dorf)    | 6                     | ↘ 2266             | 96,60        |
| 15  | Tschuwalkipowski          | Tschuwalkipowo       | 7                     | ↘ 1516             | 175,30       |
| 16  | Schingak-Kulski           | Schingak-Kul         | 13                    | ↘ 4631             | 242,84       |